# Super Pop
Super Pop is het vijfde studioalbum van multi-instrumentalist Jett Rebel en het sluitstuk van het laatste drieluik  wat Rebel binnen 12 maanden tijd heeft uitgebracht. De lancering van Super Pop was in de nacht van 13 januari 2017 tijdens Eurosonic Noorderslag. Rebel gaf hiervoor een speciaal optreden in de platenzaak Plato van Groningen. Fans konden daar het eerste exemplaar van Super Pop in een beperkte oplage van roze geperst vinyl aanschaffen.
Er is één officiële single afgenomen van het album Super Pop " All The Way",  deze werd samen met een lyric video uitgebracht op 2 december 2016.

## Pop-up Museum
Tijdens Eurosonic Noorderslag werd er in de Der Aa kerk in Groningen een speciaal pop-up museum ingericht over Jett Rebel, dit viel samen met de release van Super Pop.
In het museum waren persoonlijke eigendommen, instrumenten, foto's, kledingstukken en de originele tascam portastudio cassette recorder die Jett Rebel gebruikte voor het opnemen van Truck te zien. Ook de originele hoes van het album Super Pop, zoals Jett Rebel deze zelf in elkaar had geknutseld kon daar bewonderd worden. Speciaal voor de opening waren in alle formaten standbeelden van Jet Rebel te koop, die middels een 3D print tot stand waren gekomen. De officiële opening was 12 januari 2016 en duurde tot en met 14 januari 2016. 
Jett Rebel gaf op de lancering van zijn album een solo optreden in de Der Aa-kerk.

## Record Store Day
Jett Rebel was op 22 April 2017 de Nederlandse ambassadeur van Record Store Day. Op RSD verscheen een 7” van Jett Rebel, een dubbel A-side op roze vinyl met daarop de singles "Better Off Together"  en " Daydreamin’ " van het album Super Pop. Deze single was gratis en exclusief verkrijgbaar voor de eerste 5.000 bezoekers van Record Store Day, in bijna 100 onafhankelijke platenzaken in Nederland. Rebel zag deze titel als een grote eer: “Gevraagd worden als ambassadeur voor Record Store Day is een gigantisch grote eer. Om eerlijk te zijn kan ik het nog steeds niet geloven. Het voelt alsof ik een van velen ben, maar dat is natuurlijk niet zo. Vinyl speelt mijn hele leven al een belangrijke rol". 
Rebel gaf deze dag ook een aantal optredens in verschillende platenzaken, samen met gitarist Nick Croes. 

## Studio-album
Het album werd net zoals de voorganger opgenomen in de analoge studio van Rebel zelf: Gold Foil Studio. Het album werd in twee weken tijd gemaakt. Rebel speelde deze keer weer alles zelf in. Jett Rebel zegt hierover dat hij er nu eenmaal van houdt om alles zelf te doen, om de zanger te zijn, de drummer, de gitarist, de organist, de bassist, de engineer, de producer etc.

## Afspeellijst
Alle liedjes werden geschreven door Jett Rebel
1. "Better Off Together" - 3:59
2. "Super Pop Tune" - 0:24
3. "High School Reunion' - 4:38
4. "All The Way" - 3:57
5. "Just In Case You're Ever Down Again" - 3:59
6. "Family Pictures" - 2:19
7. "Stop Playing With My Heart" - 4:38
8. "Sorry (Horses)" - 4:28
9. "There Has Been A Time" - 2:12
10. "Promises" - 3:47
11. "Daydreamin' " - 2:58
12. "Can't Live Without You" - 4:35
13. "Sissy Finally Moved To The City" - 6:09 [5]

Totale duur van het album: 44 minuten

## Productie/Artwork
Het album is geschreven, gecomponeerd, gearrangeerd, geproduceerd, gemixt en engineering door Jett Rebel. De mastering deed Darcy Proper in de Wisseloordstudio's.
Het album is uitgebracht op compact disc en op langspeelplaat. Voor de release werd er een beperkte oplage geperst in fel roze vinyl door Music On Vinyl.
Het artwork is van Jett Rebel, de hoes is met de hand gemaakt. Rebel heeft zijn hoofd op allerlei mogelijke manieren gefotografeerd, uitgeknipt en opgeplakt. Foto's zijn vooral genomen door Rebel zelf, enkele foto's genomen door crew en bandleden Rebel. Collage fotografie door fotostudio Leeman. Digitale foto-opmaak en lay-out en typografie door Melvin Mackaaij.
Super Pop is uitgebracht door Baby Tiger Records, een eigen label van Rebel, divisie van JJ Music V.o.F. Het werd exclusief in licentie gegeven aan Sony Music Entertainment Nederland B.V.

## Receptie
Super Pop werd positief ontvangen door verschillende media. Nieuwe Plaat gaf  Rebel een 8.5 en schreef: "Dit derde officiële album is divers, maar vormt één geheel. Het is een samenvoeging van rock, pop, jazz, blues en bigband, en laat eigenlijk voornamelijk zien hoe muzikaal Jett Rebel is".
Erwin Zijleman vond in zijn blog De krenten uit de pop dat de plaat "klinkt als een omgevallen platenkast uit de 70s". Verder schreef hij: "Super Pop zal wel gekraakt worden door de serieuze muziekpers, maar is echt een plaat vol geweldige momenten. Met wat meer focus maakt Jett Rebel ook nog wel eens een plaat die de wereld versteld doet staan, let maar op. Tot die tijd ben ik dik tevreden met Super Pop".